# Агітаційна версифікація
Агітаційна версифікація — актуальні вірші політичного ґатунку, адресовані загалу, яскравий різновид соціальної заангажованості поезії.
Покликані донести до свідомості широких народних мас певну ідею у спрощеній заримованій формі, вони неодноразово виправдовували своє призначення в позалітературному контексті. Політики, знаючи про неабиякий вплив віршового слова на людську психіку, часто зверталися до його послуг, навіть намагалися припнути до своєї ідеології. Особливого зловживання зазнала агітаційна версифікація у період комуністичного режиму, де вона перетворилася на примітивну агітку, застосовувану «гартованцями», «молодняківцями», «вуспівцями», панфутуристами, продуковану апологетами пролетарського та соціалістичного реалізму.
Агітаційна версифікація за умови її відповідності внутрішнім духовним потребам народу стимулює його самоздійснення на іманентній основі. Так, принаймні народницька версифікація (Михайло Старицький, Павло Грабовський, Борис Грінченко та ін.) пробуджувала національну самосвідомість українства. Могутньою пасіонарною силою національного державотворення перейнятий цикл «Незнаному Воякові» Олега Ольжича (1935): «Державу не твориться в будучині, І Державу будується нині».